# Brad Jones (Bassist)

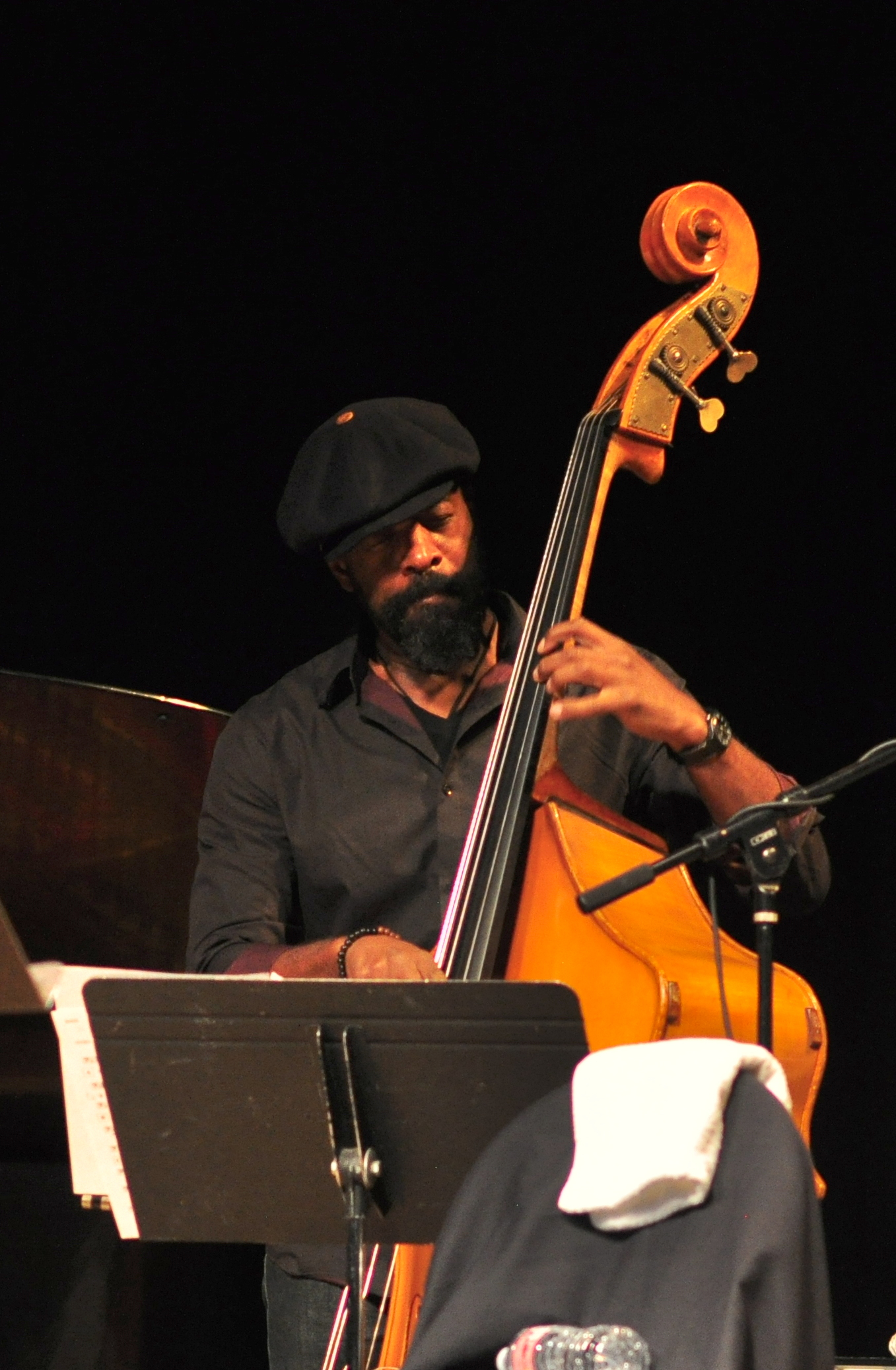
Brad Jones, 2017

Bradley Christopher „Brad“ Jones (* 20. Mai 1963 in New York City) ist ein US-amerikanischer Jazz-Bassist und Musikpädagoge.

## Leben und Wirken
Jones wuchs in Teaneck, New Jersey auf. Er studierte Jazz-Bass bei Lisle Atkinson und klassischem Bass bei Lou Kosma. 1986 erwarb er den Bachelor of Arts am Jersey City State College; in den folgenden Jahren unterrichtete er an Schulen in Waldwick und Teaneck, außerdem an der Harlem School of the Arts in New York. Er arbeitete ab Mitte der 1980er Jahre in der Formation The Jazz Passengers, außerdem mit Elvis Costello, Elvin Jones, David Byrne, Muhal Richard Abrams, Ornette Coleman (Tone Dialing, 1995), Sheryl Crow, Deborah Harry, Vernon Reid, John Zorn und Marc Ribot. 1999 legte er mit seiner Funkband Aka Alias das Album Uncivilized Poise (Knitting Factory) vor, bei dem u. a. David Gilmore, D. K. Dyson und Curtis Fowlkes mitwirkten. 2003 folgte das Album Pouring My Heart In, dann das 2005 aufgenommene Album The Embodiment. Daneben gehörte er zum Trio Vibes und dem Y2K Jazz Quartet mit Bill Ware. In den 2000er Jahren spielte er im Trio Asymmetry (mit Derrek Phillips, Jorge Sylvester), bei Bobby Previte & The New Bump, Dave Douglas & Keystone, Don Byron New Gospel Quintet, im Elliott Sharp Trio, mit Misha Mengelberg und Muhal Richard Abrams, 2020 mit James Brandon Lewis (Molecular).
Gegenwärtig unterrichtet Jones Jazz-Bass an der Columbia University.

## Diskographische Hinweise
- Max Nagl, Steven Bernstein, Noël Akchoté, Brad Jones – Big Four (hatOLOGY, 2002)
- Big Four Live (hatOLOGY, 2005)
- Max Nagl / Otto Lechner / Bradley Jones – Flamingos (hatOLOGY, 2004)
- Lucian Ban & Asymmetry Featuring Jorge Sylvester, Brad Jones & Derrek Phillips – Playground (Jazzaway, 2005)
- Jamie Saft: Hidden Corners (2019)
- The Jerry Granelli Trio Plays Vince Guaraldi & Mose Allison (2020)
- David Murray: Seriana Promethea (Intakt, 2022), mit Hamid Drake
- James Brandon Lewis Quartet: Transfiguration (Intakt, 2024)